# Yanan Wu
Yanan Wu (kinesiska: 武亚楠), född 18 april 1996, är en kinesisk MMA-utövare som sedan 2017 tävlar i organisationen Ultimate Fighting Championship.

## Tävlingsfacit
| Resultat | Facit | Motståndare         | Metod               | Evenemang                               | Datum             | Rond | Tid  | Plats                                          | Notering |
| -------- | ----- | ------------------- | ------------------- | --------------------------------------- | ----------------- | ---- | ---- | ---------------------------------------------- | -------- |
| Vinst    | 1-0   | Young Joon Lee      | TKO (slag)          | Fighting China                          | 16 november 2013  | 1    | n/a  | Zhaoqing, Guangdong, Kinav                     |          |
| Vinst    | 2-0   | Meng Bo             | Domslut (enhälligt) | CKFC                                    | 21 september 2014 | 3    | 5:00 | Quin'an, Kina                                  |          |
| Vinst    | 3-0   | Yang Liu            | TKO (slag)          | CKFC                                    | 13 mars 2015      | 1    | n/a  | Quin'an, Kina                                  |          |
| Vinst    | 4-0   | Meng Bo             | Domslut (delat)     | CKFC                                    | 7 juli 2015       | 3    | 5:00 | Quin'an, Kina                                  |          |
| Vinst    | 5-0   | Jinghuan Zhu        | Submission (armbar) | CKF 4                                   | 19 december 2015  | 1    | n/a  | Peking, Kina                                   |          |
| Vinst    | 6-0   | Bayarmaa Munkhgerel | TKO (slag)          | WLF E.P.I.C.: Elevation Power in Cage 5 | 29 junir 2016     | 2    | n/a  | Zhengzhou, Henan, Kina                         |          |
| Vinst    | 7-0   | Saeedeh Fardsanei   | TKO (slag)          | CKF Sunkin                              | 13 augusti 2016   | 1    | n/a  | Quingdao, Shandong, Kina                       |          |
| Förlust  | 7-1   | Jana Kunitskaja     | TKO (slag)          | Fightspirit Championship 6              | 4 september 2016  | 2    | 0:32 | Sankt Petersburg, Ryssland                     |          |
| Vinst    | 8-1   | Anjela Pink         | TKO (slag)          | Kunlun Fight MMA 7                      | 15 december 2016  | 1    | 1:17 | Peking, Kina                                   |          |
| Vinst    | 9-1   | Alena Kutjynskaja   | TKO (slag)          | Chin Woo Men 2016—2017 Season, Stage 1  | 22 december 2016  | 2    | 2:13 | Peking, Kina                                   |          |
| Vinst    | 10-1  | Zuriana Makoeva     | TKO                 | WLF W.A.R.S 12                          | 11 mars 2017      | 2    | 3:19 | Zhengzhou, Henan, Kina                         |          |
| Förlust  | 10-2  | Gina Mazany         | Domslut (enhälligt) | UFC Fight Night: Bisping vs. Gastelum   | 25 november 2017  | 3    | 5:00 | Shanghai, Kina                                 |          |
| Vinst    | 11-2  | Lauren Mueller      | Submission (armbar) | UFC Fight Night: Blaydes vs. Ngannou 2  | 24 november 2018  | 1    | 4:00 | Peking, Kina                                   |          |
| Förlust  | 11-3  | Mizuki Inoue        | Domslut (enhälligt) | UFC Fight Night: Andrade vs. Zhang      | 30 augusti 2019   | 3    | 5:00 | Shenzhen, Kina                                 |          |
| Förlust  | 11-4  | Joselyne Edwards    | Domslut (enhälligt) | UFC on ABC: Holloway vs. Kattar         | 16 januari 2021   | 3    | 5:00 | Fight Island, Abu Dhabi, Förenade arabemiraten |          |